# Choctaw

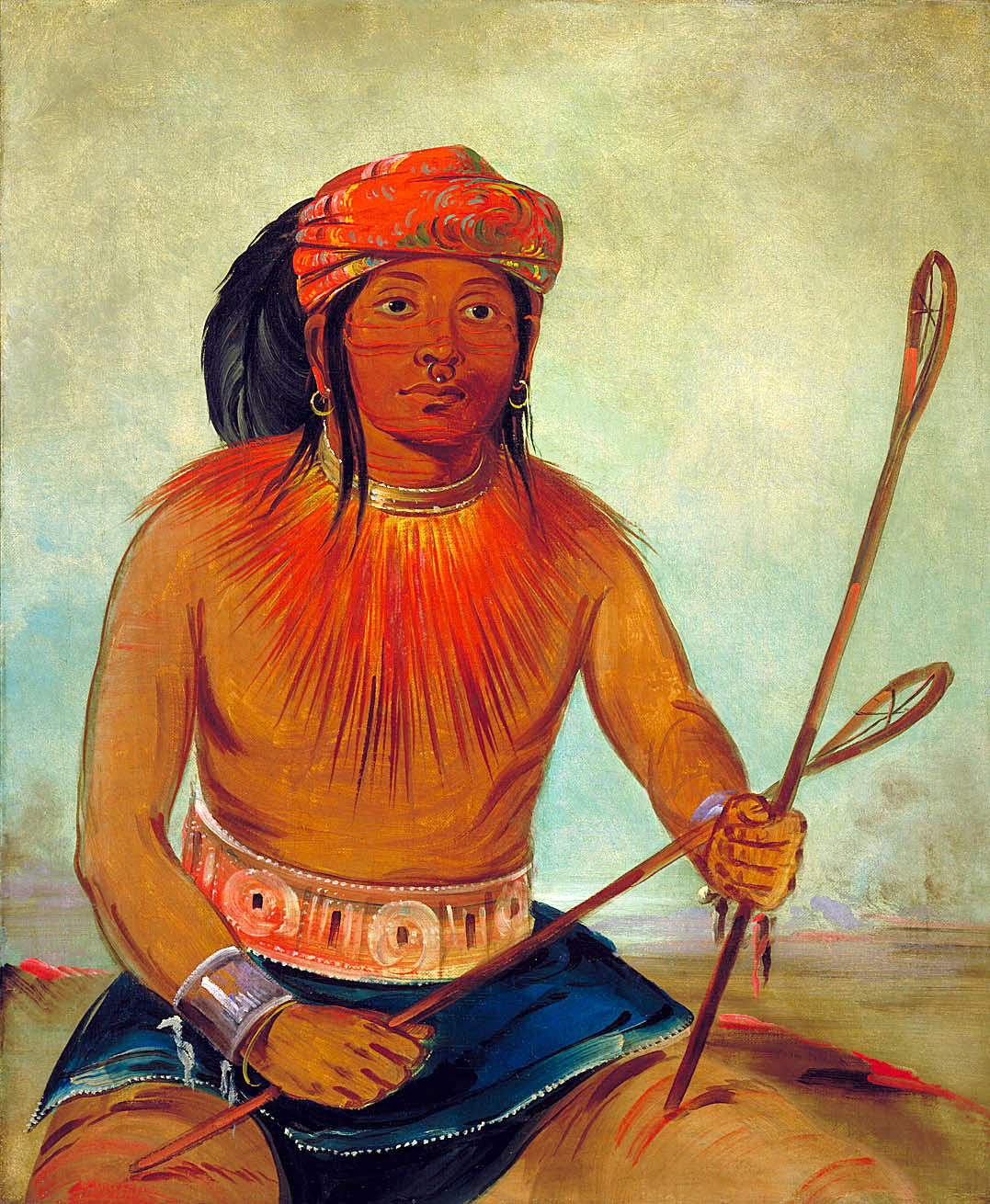

I Choctaw sono una popolazione di nativi americani originari del sud degli Stati Uniti d'America (Oklahoma, California, Mississippi, Louisiana, Texas ed Alabama) appartenenti alle popolazioni di stirpe linguistica muskogean.
Il nome Choctaw deriva da una corruzione inglese del loro endoetnonimo Chahta, la cui etimologia è tuttavia sconosciuta; c'è chi vi ha ipotizzato la derivazione dal nome d'un qualche antico e mitizzato capotribù oppure, semplicemente, dalla contrazione di Hacha hatak ("popolo del fiume"). Discendono con ogni probabilità dalle popolazioni precolombiane costruttrici di tumuli, della civiltà della valle del Mississippi. Durante il '500 queste civiltà subirono un decremento demografico estremo, a causa delle malattie europee, prima sconosciute.
Furono con ogni probabilità dei Choctaw a sconfiggere il tentativo di conquista, operato dai conquistador Narvaez e de Soto, durante gli anni '20 e '40 del XVI secolo. Della spedizione di Narvaez si salvarono solo 3 spagnoli e uno schiavo africano, guidati dal segretario di Narvaez, Álvar Núñez Cabeza de Vaca, un intellettuale che lasciò una vivida descrizione delle civiltà indiane dell'America settentrionale (pubblicata nel '900 con il titolo di Naufragi).

## Storia
Durante il XIX secolo i Choctaw furono conosciuti anche come una delle "cinque tribù civilizzate", ovvero quelle tribù che riuscirono a integrarsi culturalmente e tecnologicamente con i coloni. Infatti, a partire dall'arrivo dei coloni francesi in Louisiana nel '600 e di quelli inglesi in Georgia poco dopo, molte pratiche agricole, architettoniche, mode nel vestiario e capacità di commercio si diffusero tra alcune tribù indiane lungo la frontiera degli Appalachi. Queste tribù infatti erano riuscite a sopravvivere al primo contatto e seppero utilizzare a loro vantaggio alcune delle conoscenze tecniche degli europei (gli irochesi addirittura impiantarono delle fornaci per la lavorazione del ferro e del piombo). Subito dopo la rivoluzione sia dei politici progressisti (come Jefferson) sia delle organizzazioni religiose lavorarono per "portare la civiltà" tra i "selvaggi". I Choctaw e le altre cinque tribù civilizzate impararono però per imitazione, costruendo delle piantagioni di cotone e, soprattutto, di tabacco (pianta che coltivavano da centinaia di anni) concorrenziali con quelle dei bianchi. Accettarono anche la pratica della schiavitù, anche se su basi tradizionali (che infastidivano i coloni, perché troppo permissive verso gli schiavi, tendenti alla liberazione dello schiavo stesso quando questo era integrato, e non razziste, visto che alcuni schiavi africani liberati diventavano membri di tutto rispetto delle comunità tribali indiane).
Durante la rivoluzione americana molti Choctaw sostennero le tredici colonie per scacciare i dominatori inglesi.
Essi si dimostrarono un popolo molto fedele e valoroso in tutte le guerre, e aiutarono sempre gli Statunitensi nelle azioni di guerra.
Non fu un grande affare in quanto, sotto la presidenza di Martin Van Buren, la maggior parte dei Choctaw fu deportata all'ovest e le terre che abitavano furono lottizzate per i coloni. Questo è il famoso sentiero delle lacrime, ovvero la deportazione (con un misto di inganni, minacce e dimostrazioni di forza militare) di 15.000 Choctaw (e decine di migliaia di nativi di altre tribù) fino al territorio dell'Oklahoma (territorio indiano, teoricamente sarebbe dovuto rimanere loro per sempre). Circa 2500 Choctaw morirono di fame e di stenti lungo il cammino. As Long As Grass Grows or Water Runs(Finché l'erba crescerà e l'acqua scorrerà) è la celebre promessa di proprietà della terra che Andrew Jackson fece ai Choctaw per costringerli ad abbandonare le loro terre.
Alcune migliaia di Choctaw, che non si erano fidati delle promesse americane, rimasero a vivere nel territorio del Mississippi e nelle altre zone tradizionali, dove però furono oggetto di discriminazione, razzismo, altri fenomeni di deportazione, poiché erano visti come un pericolo proprio perché contemporaneamente "selvaggi" e "civilizzati" (e quindi nemici e concorrenti degli agricoltori bianchi).
Proprio la questione della schiavitù dava fastidio, in quanto gli schiavi degli indiani spesso erano liberati e adottati dai loro padroni, ed ereditavano parte dei loro beni dopo la loro morte; con il tempo questo avrebbe potuto creare una comunità di afroamericani liberi, ricchi e proprietari di schiavi, un'ipotesi che letteralmente terrorizzava i piantatori schiavisti del sud.
Dopo alcuni anni di tensione si arrivò ad una sorta di modus vivendi, che prevedeva un più rigido rispetto delle norme (bianche) sulla schiavitù (circa 1840), e alcuni dei Choctaw del Mississippi s'integrarono molto nella comunità bianca di piantatori di tabacco; la guerra civile rimise tutto in discussione. I Choctaw infatti, sia pure in un diverso quadro culturale, erano proprietari di schiavi, e si schierarono con la confederazione, quando questa fu sconfitta furono trattati ancora più duramente dai loro vicini bianchi dal governo federale e non ebbero alcun tipo di solidarietà dalla comunità "sudista". Anzi, i circa 1200 indiani sopravvissuti alla guerra civile furono classificati, nel Mississippi segregazionista post-1865, come "uomini di colore" e per questo discriminati per più di un secolo.
Anche dopo la fine della guerra d'Indipendenza molti Choctaw continuarono a servire nelle guerre degli USA, anche perché per la loro cultura la figura del guerriero è stimabile e sinonimo di coraggio virile, una delle caratteristiche più desiderabili in una persona.

La bandiera della Nazione Choctaw

Durante la prima guerra mondiale i Choctaw (come poi fecero i Navaho durante la seconda) furono arruolati come "parlatori in codice", poiché non esistevano dizionari di tedesco-Choctaw. Durante la seconda guerra mondiale molti indiani, inclusi alcuni Choctaw, riuscirono ad aggirare i regolamenti segregazionisti, che impedivano ai non bianchi di servire nella marina (eccetto che come cuochi) e nell'esercito (eccetto che in battaglioni separati) e combatterono su tutti i fronti, in alcuni casi diventando addirittura ufficiali decorati.